# Каменный карьер (Петрозаводск)
Ка́менный карье́р (также Ключевско́й карье́р, карье́р «Ка́менный бор») — антропогенный водоём на месте карьера в южной части города Петрозаводска в 1 км к западу от берега Онежского озера, расположен между районами Зарека, Кукковка и Ключевая, между Сегежской улицей, Ключевским шоссе и железнодорожным полотном, ведущим в порт. Относится к охраняемым городским ландшафтам.

## Физико-географическая характеристика

### Рельеф
Общая площадь зеркала — 0,136 квадратных километра. Наибольшая глубина по замерам 2011 года — 13 метров (средняя — 6,7). Длина 580 метров, наибольшая ширина 340 метров (средняя — 230). Форма зеркала и котловины озера сложная. Котловина состоит из двух плёсов: северо-западного с наибольшей глубиной 13 метров и юго-восточного с глубиной до 7 метров. Поднятие дна, разделяющее плёсы, при низком уровне воды образует узкий островок или даже косу. Берега преимущественно высокие и обрывистые, однако юго-западный берег пологий. Объём воды — 0,000912 км³. Высота над уровнем моря — 54,5 м.

### Гидрография
Озеро питается за счёт родников и дождей. Уровень воды повышается весной и опускается из-за испарения летом.
Поверхностный сток из водоёма отсутствует.
Карьер замерзает в октябре-декабре, вскрывается в апреле-мае.

### Флора и фауна
В водоёме водятся раки и рыба: плотва, карпы, окуни. Летом встречаются до 46 видов птиц, в том числе, белокрылый клёст, лесной жаворонок, коноплянка, соловей, лисица обыкновенная.
В фитопланктоне озера по численности и биомассе доминируют сине-зелёные (до 80 % биомассы) и диатомовые водоросли. В перифитоне преобладают зелёные нитчатые водоросли. Планктонная фауна представлена в основном веслоногими ракообразными и коловратками.

### Химический состав воды
Минерализация воды в водоёме довольно-таки высока для поверхностных вод (по данным исследования 2013 года электропроводность составляет 400 мкСм/см), что объясняется поступлением подземных вод. Химический тип воды сходен с типом воды в близлежащих родниках (на улице Репникова и на Ключевой улице) — преобладают гидрокарбонатно-хлоридные натриевокальциевые компоненты. Однако концентрации нитратов в водоёме ниже, чем в родниках, поскольку соединения азота являются одними из основных биогенных веществ и расходуются на питание растительных и животных организмов.
Концентрации же тяжёлых металлов в водорослях фитоперифитона выше, чем в других городских водоёмах: свинец — 67,4 мг/кг, медь — 33,9 мг/кг, цинк — 83,4 мг/кг, никель — 12,5 мг/кг.

## История
Каменноборское месторождение кварцитопесчаников как строительного и флюсового материала разрабатывалось с конца XVIII века, в частности, с 1810 по 1825 годы здесь добывался камень для постройки доменных печей (горновой камень) Александровского и Кончезерского заводов. Каменноборский кварцитопесчаник широко использовался при строительстве и оформлении Петрозаводска и других городов.
Предприятие по добыче камня серьёзно пострадало во время войны. В сентябре-октябре 1941 года в районе карьера проходила оборона города. После войны разработка месторождения велась вплоть до 1980 года, когда запасы камня стали иссякать, а дальнейшая выработка вглубь путём взрывных работ стала опасной для выросшего неподалёку района Ключевая.
После прекращения добычи остался карьер площадью 27 га и глубиной 20–42 м. Рекультивация территории не проводилась, постепенно произошло её естественное затопление. Весной 1984 года производился сброс вод Большого ручья. Так на месте карьерной выработки возник водоём.
В память о трагических событиях Великой Отечественной войны 28 июня 1996 года энтузиастами на берегу карьера был установлен памятник 18-летнему бойцу истребительного батальона Яше Степанову, вероятно, погибшему от пули фашистского снайпера 1 октября 1941 года (по другой версии, Яша Степанов погиб в Пряжинском районе летом 1944 года). В 2020 году в сквере на берегу озера началось строительство детского сада, и памятник Яше Степанову был снесён.
Летом озеро привлекает многих горожан как место отдыха, но купание там официально запрещено. Из года в год пробы воды показывают несоответствие нормативам по микробиологическим показателям. Ввиду сложного рельефа и отсутствия инфраструктуры для отдыха купание в карьере зачастую заканчивается трагически.
Предложения по обустройству рекреационной зоны вокруг карьера поступали с момента его обводнения в 1980-х годах. С 2021 года обсуждается возможность благоустройства территории для занятия водными видами спорта: вейкбордингом и дайвингом.

#### Комментарии
1. ↑  Один из ручьёв, протекающих неподалёку, носит имя Большой, см. Петрозаводск#Гидрография.